# Ichthyovenator
Ichthyovenator laosensis
Genre
Espèce
Ichthyovenator est un genre éteint de dinosaures théropodes de la famille des Spinosauridae, ayant vécu durant le Crétacé inférieur (Aptien), il y a entre 125 et 113 millions d'années, dans ce qui est actuellement le Laos. Le taxon est connu grâce à des fossiles collectés dans la formation des Grès supérieurs, dans le bassin de Savannakhet. Le premier spécimen a été trouvé en 2010 et consistait en un squelette partiel n'ayant ni le crâne ni les membres. Ce même spécimen est devenu l'holotype de ce nouveau genre et espèce, Ichthyovenator laosensis, et a été décrit par le paléontologue Ronan Allain et ses collègues en 2012. Le nom du genre, signifiant « chasseur de poisson », se réfère à son supposé mode de vie piscivore, tandis que l'épithète spécifique fait allusion au Laos, pays de sa découverte. En 2014, il a été annoncé que d'autres restes du même site de fouille ont été découverts. Ces fossiles incluent des dents, plus de vertèbres (notamment des épines dorsales) et un pubis provenant du même individu.
Le spécimen holotype est estimé avoir mesuré entre 8,5 et 10,5 m de long pour une masse corporelle allant jusqu'à 2,4 tonnes. Les dents d'Ichthyovenator sont droites et coniques, et son cou ressemble à celui du genre très apparenté Sigilmassasaurus. Comme les autres membre de sa famille, Ichthyovenator possède de hautes épines neurales qui forment une voile sur son dos. Contrairement à d'autres spinosauridés connus, la voile d'Ichthyovenator a une forme sinusoïdale (en forme de vague) qui se courbe vers le bas au niveau des hanches et se sépare en deux voiles distinctes. La ceinture pelvienne est réduite, l'ilium (la partie supérieure du bassin) étant proportionnellement plus long que le pubis et l'ischion (la partie inférieure et postérieure du bassin) que chez d'autres théropodes connus. Ichthyovenator était initialement considéré comme appartenant à la sous-famille des Baryonychinae, mais des analyses plus récentes le placent comme un membre basal des Spinosaurinae.
Étant un spinosauridé, Ichthyovenator aurait eu un long museau peu profond, et des membres antérieurs robustes. Son régime alimentaire consisterait principalement de proies aquatiques, d'où son étymologie. Les spinosauridés sont aussi connus pour s'être parfois nourris de petits dinosaures et ptérosaures en plus des poissons. La voile d'Ichthyovenator pourrait avoir été utilisée pour la parade nuptiale ou pour la reconnaissance intra-spécifique (en). Des preuves fossiles suggèrent que les spinosauridés, plus spécifiquement les spinosaurinés, étaient adaptés à un mode de vie semi-aquatique. Les épines des vertèbres caudales d'Ichthyovenator sont anormalement longues, laissant penser que sa queue aurait pu l'aider à nager comme chez les crocodiliens actuels. D'après les archives fossiles, Ichthyovenator côtoyait des sauropodes et des ornithopodes ainsi que des bivalves, des poissons et des tortues.

## Découverte

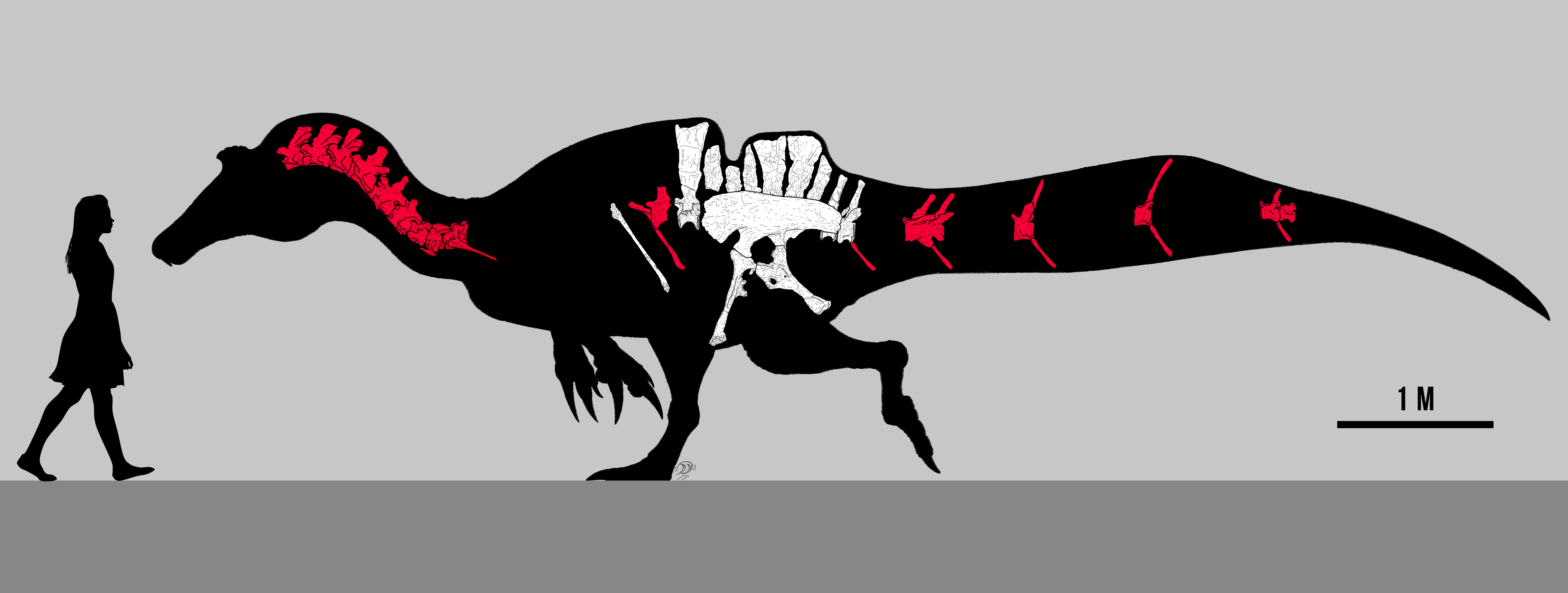
Croquis du squelette avec les restes fossiles de l'holotype en blanc et en rouge les restes encore non décrits.

Les premiers fossiles connus d'Ichthyovenator ont été découverts en 2010 à Ban Kalum, dans la formation des Grès supérieurs du bassin de Savannakhet, dans la province éponyme du Laos. Ces os fossilisés ont été découverts dans une couche de grès rouge à l'intérieur d'une surface de moins de 2 m2. Le spécimen, catalogué MDS BK10-01 à 15, consiste en un squelette partiel bien conservé et encore articulé (les os étant dans leurs positions d'origine), comprenant la troisième à la dernière vertèbres dorsales, l'épine neurale de la dernière vertèbre dorsale, les première et seconde vertèbres caudales, cinq vertèbres sacrées incomplètes découvertes en articulation, deux iliums, un pubis droit, deux ischions et une côte dorsale postérieure. Le crâne et les quatre membres sont manquants. La douzième épine dorsale est pliée sur le côté lorsqu'elle est regardée d'avant en arrière à cause de la distorsion taphonomique. Les corps vertébraux (aussi connus sous le nom de centra) des vertèbres sacrées sont largement incomplets dû à l'érosion, mais toutes les épines les accompagnant sont préservées avec le bord supérieur intact. Au moment de la description d'Ichthyovenator, les fouilles sur le site étaient encore en cours.

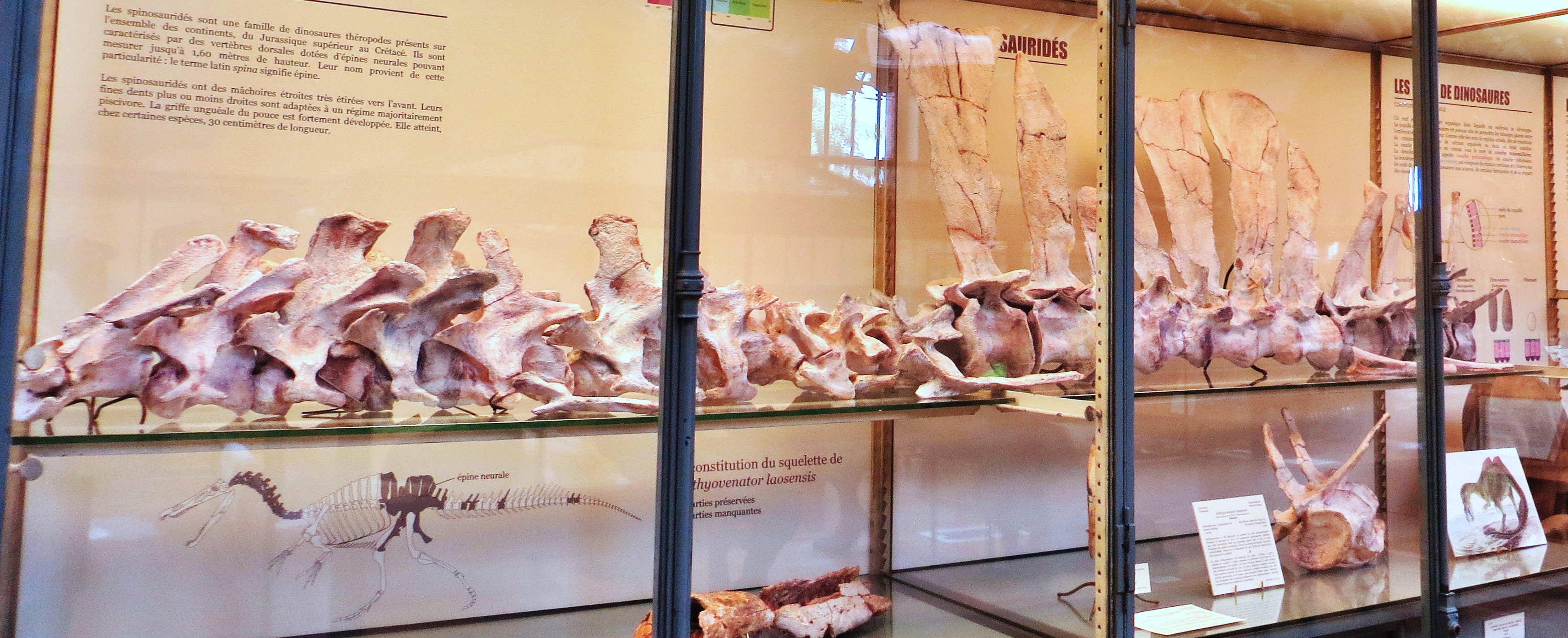
Moulage des vertèbres au Muséum National d'Histoire Naturelle de Paris.

Après avoir subi une préparation en 2011, le squelette a été utilisé comme base, ou holotype, pour l'espèce type Ichthyovenator laosensis, ayant été nommée et décrite en 2012 par les paléontologues Ronan Allain, Tiengkham Xeisanavong, Philippe Richir et Bounsou Khentavong. Le nom générique est dérivé du mot en grec ancien ἰχθύς / ichthys, « poisson », et du mot en latin venator, « chasseur », le tout voulant littéralement dire « chasseur de poisson », en référence à son mode de vie probablement piscivore. L'épithète spécifique fait référence à sa provenance du Laos. Ichthyovenator est le troisième dinosaure de la famille des spinosauridés à avoir été identifié en Asie après le genre thaïlandais Siamosaurus en 1986 et l'espèce chinoise 'Sinopliosaurus' fusuiensis en 2009,,. Le second nommé pourrait représenter le même animal que Siamosaurus,. En 2014, Ronan Allain publie un document de conférence sur Ichthyovenator qui montre que des restes supplémentaires de l'individu d'origine ont été trouvés durant la suite des fouilles en 2012. Ces restes comprennent trois dents, le pubis gauche, plusieurs vertèbres, incluant un cou presque complet, la première vertèbre dorsale et sept autres vertèbres caudales. Certaines de ces vertèbres supplémentaires ont été comparées à celles d'autres spinosauridés dans un article de 2015 du paléontologue allemand Serjoscha Evers et ses collègues, dans lequel ils notent des similarités avec les vertèbres du spinosauridé nord-africain Sigilmassasaurus.

## Description

Taille des différents spinosauridés (Ichthyovenator étant montré en turquoise) comparés à un humain.

En 2016, Gregory S. Paul estime qu'Ichthyovenator mesurerait approximativement 8,5 m de long pour une masse corporelle de 2 tonnes. La même année, Rubén Molina-Pérez et Asier Larramendi donnent une estimation de 10,5 m de long, 2,95 m de haut aux niveaux des hanches et un poids de 2,4 tonnes.
Les dents d'Ichthyovenator sont coniques, droites et sans dentelures. Les bords avant des dents des maxillaires et dentaires sont évidents au niveau de la base de la couronne. Les surfaces articulaires avant des vertèbres cervicales arrière et des vertèbres dorsales avant d'Ichthyovenator sont une fois et demie plus larges qu'elles sont hautes, et plus larges que la longueur de leurs corps vertébraux. Elles présentent aussi de robustes tubercules avant (des processus pour l'attache des muscles squelettiques) et un manque de lames inter-zygapophysaires (plaques osseuses), ce qui conduit à ce que leurs fossés (dépressions) spino-pré-zygapophysaires et spino-post-zygapophysaires aient leurs parties inférieures ouvertes. La première vertèbre dorsale a d'importants processus transverses (excroissances en forme d'aile qui s'articulent avec les côtes), ainsi que de profondes cavités à l'avant et à l'arrière à sa base, dont l'espace était occupé par des sacs aériens du vivant de l'animal. Les parapophyses (processus qui s'articule avec la tête de la côte) augmentent en taille à partir des vertèbres cervicales postérieures jusqu'à la première vertèbre dorsale, la partie inférieure restant en contact avec l'avant du bord inférieur du corps vertébral. Cela diffère de chez la plupart des théropodes, chez lesquels les parapophyses sont dirigées vers le haut de la vertèbre lors de la transition entre les vertèbres cervicales et dorsales. Toutes ces caractéristiques sont aussi présentes chez Sigilmassasaurus. Les vertèbres cervicales médianes d'Ichthyovenator ont des corps vertébraux allongés, un peu plus larges que hauts qui deviennent progressivement plus courts vers l'arrière du cou, ainsi que des carènes bien développées sur les surfaces inférieures, ces traits étant partagés avec les spinosauridés Baryonyx, Suchomimus, Sigilmassasaurus et Vallibonavenatrix. Les épines neurales cervicales d'Ichthyovenator sont plus hautes que chez Sigilmassasaurus et Baryonyx mais partageaient la forme de lame avec ces deux taxons au milieu des cervicales. La côte dorsale de l'holotype, qui a été trouvée non loin de la douzième vertèbre dorsale, a une tête typique des autres théropodes de taille moyenne et grande. Le corps de la côte forme un demi-cercle. L'extrémité inférieure de la côte s'étend légèrement de chaque côté et vers l'avant et l'arrière. Cette particularité, qui diffère de la pointe effilée observée sur les côtes d'autres théropodes, suggère que les dernières côtes dorsales s'articulaient avec le sternum.

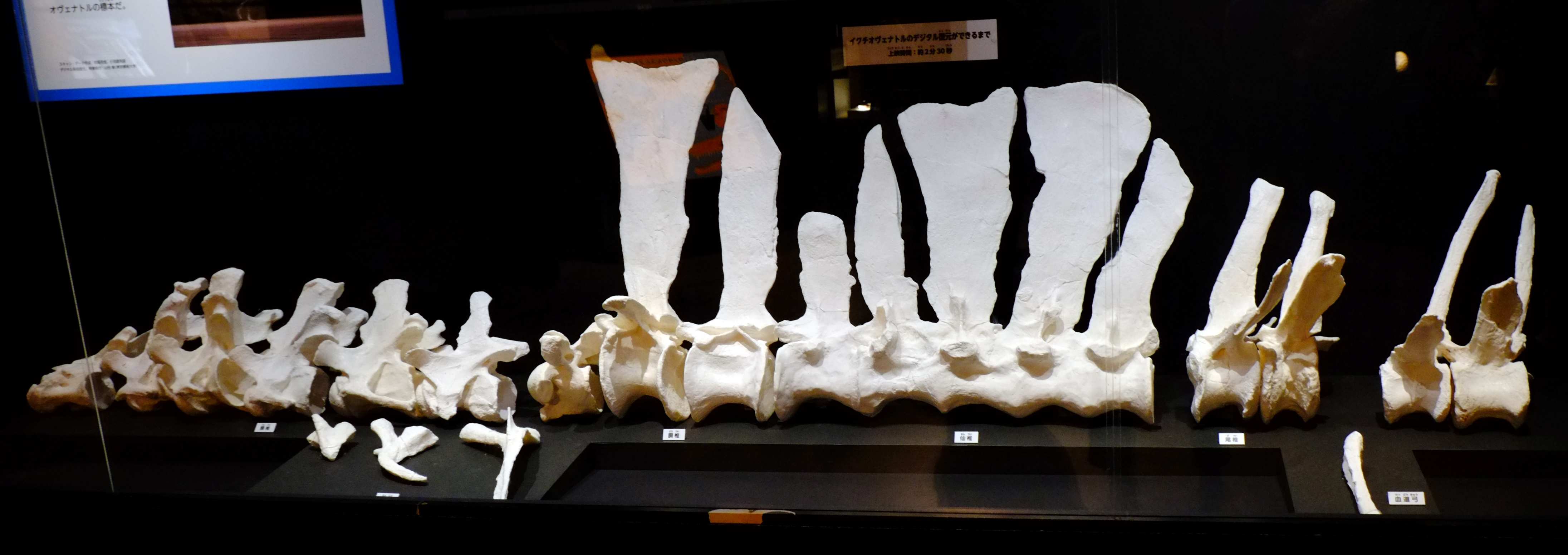
Moulage de la colonne vertébrale connu au musée national de la nature et des sciences de Tokyo, au Japon. La treizième épine dorsale et la partie inférieure du sacrum ont été partiellement reconstituées.

Comme beaucoup d'autres spinosauridés, Ichthyovenator avait une voile sur le dos et les hanches qui sont formée par les épines neurales allongées de ses vertèbres. Uniquement chez les membres connus de la famille, la voile d'Ichthyovenator est divisée en deux au dessus des hanches et possède une courbe sinusoïdale (en forme de vague). Cela contraste avec les genres apparentés Spinosaurus et Suchomimus, qui ont une voile continue qui s'élève jusqu'à un pic avant de redescendre, et Baryonyx, arborant une voile moins développée, avec des épines dorsales bien plus basses. La colonne vertébrale dorsale et sacrée préservée d'Ichthyovenator, qui mesure plus de 1 m de long, montre une colonne vertébrale très haute sur la douzième vertèbre dorsale représentant une crête qui s'élève de l'arrière et une voile arrondie inférieure qui s'étend des vertèbres sacrées des hanches ; le sommet de cette dernière voile étant situé au-dessus des troisième et quatrième sacraux. L'épine neurale de 54,6 cm de haut de la douzième vertèbre dorsale s'élargit vers le haut, lui donnant une forme de trapèze — une épine neurale similaire étant observable chez Vallibonavenatrix —, alors que les épines neurales des autres spinosauridés connus sont plutôt rectangulaires. Il manque aussi l'inclinaison vers l'avant ou l'arrière des épines neurales de Spinosaurus. Le coin avant forme un processus étroit de 3 cm, pointant vers le haut. L'épine neurale de la treizième vertèbre dorsale n'est que partiellement préservée, ses extrémités supérieures et inférieures s'étant détachées à cause de la taphonomie. À partir de la forme générale, il a tout de même été déduit qu'elle devait être aussi longue que l'épine neurale précédente. Cela impliquerait que le bord postérieur de la première voile formerait un coin rectangulaire, car l'épine neurale de la première vertèbre sacrée est bien plus basse avec ses 21 cm, créant une interruption soudaine du profil de la voile. L'épine neurale de la seconde vertèbre sacrée se courbe brusquement vers le haut à nouveau, rejoignant les épines neurales en forme de large éventail des troisième et quatrième vertèbres sacrées, mesurant respectivement 39 et 48 cm de haut. L'épine neurale de 40 cm de haut de la cinquième vertèbre sacrée descend progressivement. Contrairement aux voiles de la plupart des autres théropodes, incluant celle de Suchomimus, les épines neurales des vertèbres sacrées ne sont pas fusionnées et n'ont pas d'importants contacts. Les centre des deuxième et troisième vertèbres sacrées sont fusionnés, la suture les reliant étant encore visible. Seules les deux dernières vertèbres dorsales ont été préservées, il n'est donc pas connu dans quelle mesure la voile antérieure se prolongeait à l'avant du dos de l'animal.

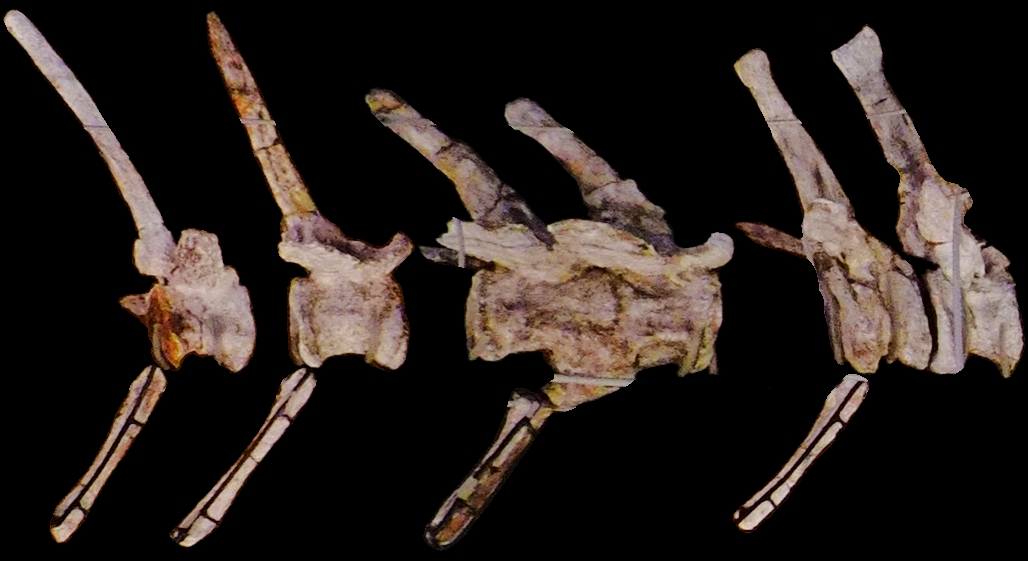
Plusieurs vertèbres caudales (queue) et arcs hémaux de l'holotype.

La voile postérieure est prolongée par les épines neurales des deux premières vertèbres caudales, qui sont respectivement de 28,4 et 25,7 cm de haut. Elles penchent de 30 degrés vers l'arrière et ont les bords lisses à l'avant et à l'arrière. Les corps vertébraux des deux premières vertèbres caudales sont bien plus larges que longues et amphicèles (fortement concaves sur les deux extrémités). Les processus transverses des vertèbres caudales sont proéminents et robustes, et s'inclinent vers le haut en direction de l'arrière des vertèbres. Le processus transverse de la première vertèbre caudale, vue du dessus, a un profil sigmoïdal (en forme de « S »). Les fossés préspinal et post-spinal (dépressions osseuses à l'avant et à l'arrière des épines neurales) sont restreints à une position au-dessus de la base des épines neurales. Les côtés de la première vertèbre caudale sont également fortement creusés entre les prézygapophyses (surfaces articulaires de la vertèbre précédente) et diapophyses (processus latéral pour l'articulation des côtes), une caractéristique qui n'est pas observée chez les autres théropodes. Quelques-unes des vertèbres caudales ont aussi des prézygapophyses peu ordinaires, étant grandes et étendues vers l'avant.

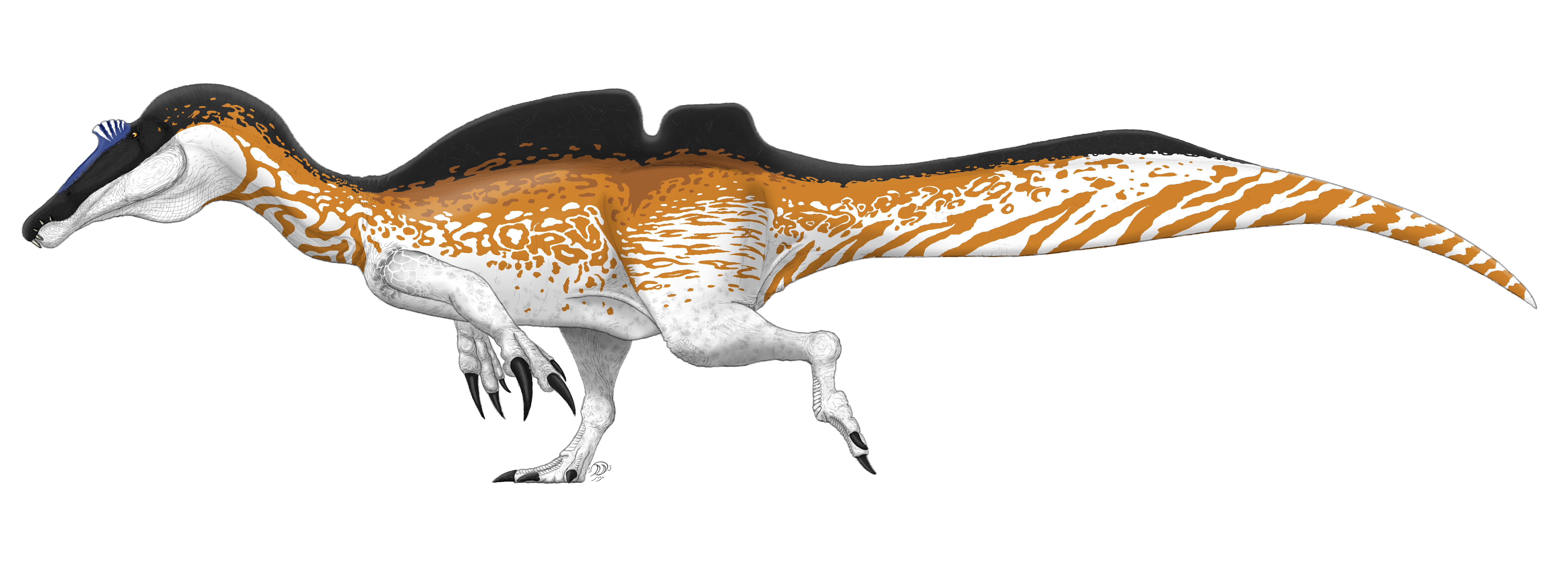
Reconstitution d'I. laoensis, les éléments manquants comme la tête et les membres sont basés sur des espèces apparentées.

L'ilium, mesurant 92 cm de long, est ensiforme en proportion du pubis, mesurant 65 cm de long, et plus long que celui de n'importe quel autre théropode connu. L'aile post-acétabulaire (expansion arrière) est bien plus longue que l'aile pré-acétabulaire (expansion avant), qui a un rebord sur sa surface centrale qui forme le bord médian du fossé pré-acétabulaire. Vu distalement (vers le centre de l'attache), l'extrémité inférieure du pubis a une forme de « L » ressemblant à celle de Baryonyx. L'extrémité inférieure étendue du pubis, aussi appelée tablier pubien, a un large foramen pubien. Sur le rebord postérieur du pubis il y a le foramen obturé et la fenêtre basse, deux ouvertures, qui sont en forme d'entaille. L'ischion est de 49,6 cm de long, le rendant plus court par rapport au pubis que chez tous les autres théropodes tétanurés connus. Le corps de l'ischion est gros et large, ce qui est atypique des ischions supérieurs en forme de « Y » des autres tétanurés, et il supporte un foramen obturé ovale sur sa face interne. Le corps de l'ischion est aplati sur les côtés et présente un rebord ischiatique (symphyse étendue de l'ischion) non développé, tout comme Monolophosaurus et Sinraptor. L'ischion s'attachait à l'ilium via une articulation gomphose (comme une cheville enfoncée), contrairement à celle plate et concave observée sur Baryonyx. Cette caractéristique est aussi présente chez Vallibonavenatrix.

## Classification

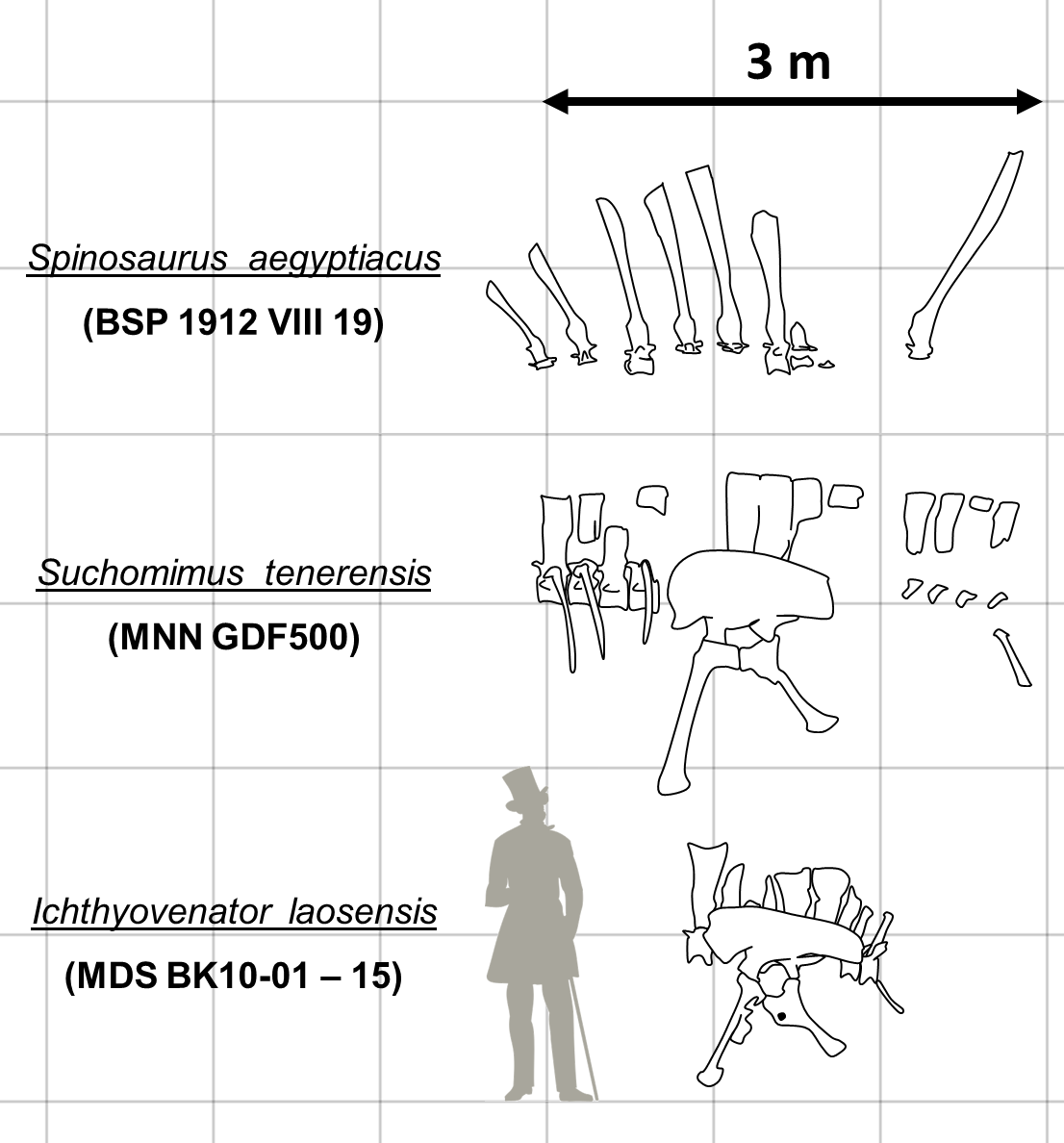
Comparaison de la région pelvienne et de la voile d'épines neurales de Suchomimus, Spinosaurus et Ichthyovenator.

En 2012, la description d'Ichthyovenator établissait les caractères dérivés uniques du genre : sa voile sinusoïdale dorsale et sacrée, l'épine neurale de la treizième vertèbre dorsale faisant 410 % de la longueur du corps vertébral et son processus distinct en forme de doigt sur le coin supérieur avant, les extrémités larges et étendues des épines neurales des troisième et quatrième vertèbres sacrées, les profonds fossés pré-zygapophysaire et centro-diapophysaire ainsi que le processus transverse en forme de « S » lorsqu'il est vu du dessus de la première vertèbre caudale, et le plus grand ratio de longueur entre l'ilium et le pubis l'accompagnant que chez n'importe quel autre théropode connu. Allain et ses collègues ont aussi identifié quelques caractéristiques anatomiques qui sont uniques parmi les autres théropodes tétanurés connus, incluant les dernières côtes dorsales s'articulant avec le sternum, le corps principal du pubis ayant des ouvertures obturatrices et pubiennes, et l'ischion ayant un foramen à son extrémité supérieure et une tige aplatie latéralement. Le rétrécissement du pubis et de l'ischion par rapport au bassin est observé chez les cœlurosauriens et les allosauroïdes basaux, que les descripteurs attribuent à l'évolution en mosaïque : l'évolution de certains traits anatomiques à différents moments chez des espèces séparées.
Allain et son équipe considèrent Ichthyovenator comme représentant le premier spinosauridé sans équivoque connue d'Asie. Cependant des spinosauridés ont déjà été nommés par rapport au continent, incluant Siamosaurus du Barrémien de la formation de Sao Khua (en) en Thaïlande et 'Sinopliosaurus' fusuiensis de l'Aptien de la formation de Xinlong (en) en Chine. Les auteurs notent que les paléontologues débattent de la validité de ces taxons, car ils sont seulement connus avec certitude par des dents isolées,. Les paléontologues brésiliens Marcos Sales et César Schultz ont suggéré que ces dents pourraient éventuellement être attribuées à des spinosauridés similaires à Ichthyovenator. En plus de fossiles de dents, un squelette de spinosauridé qui appartiendrait possiblement à Siamosaurus, a été mis à jour de la formation thaïlandaise de Khok Kruat (en) en 2004, et a été identifié comme un spinosauridé dans un résumé de conférence de 2008 par Angela Milner (en) et ses collègues, huit ans avant la description d'Ichthyovenator.

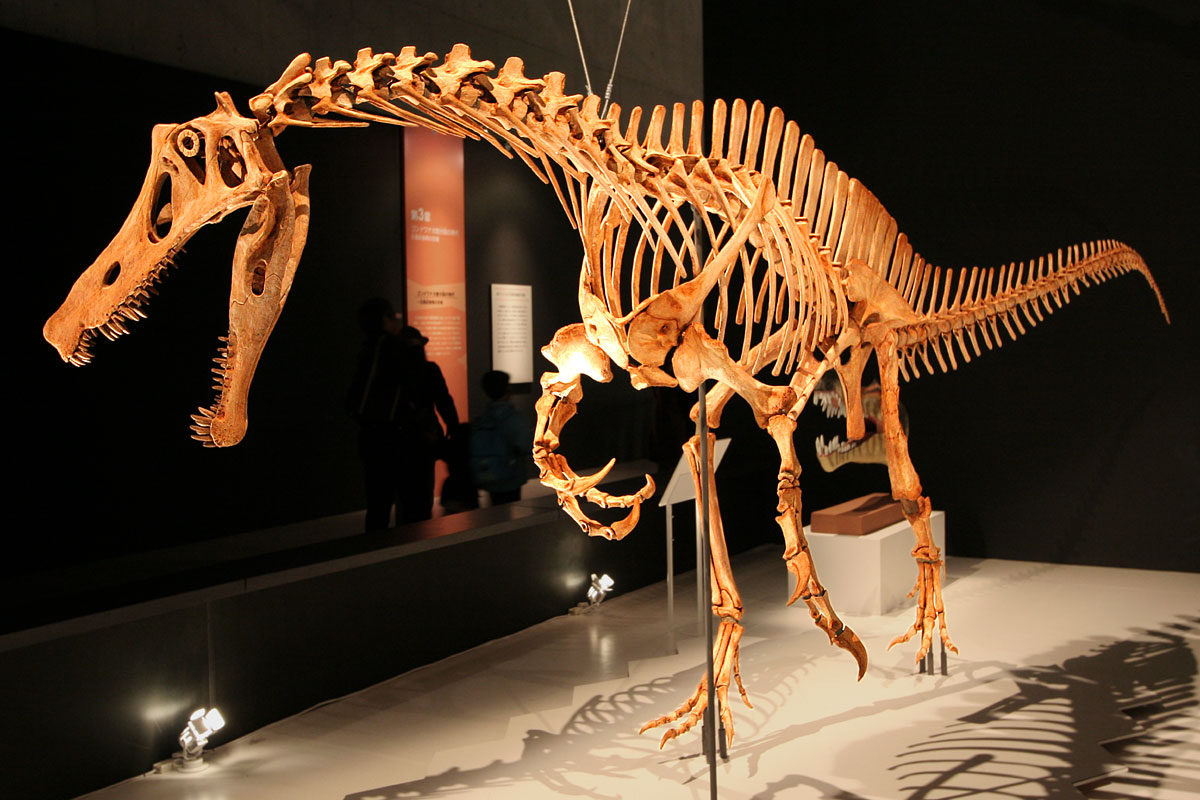
Reconstitution du squelette du spinosauriné Irritator, exposé au musée national de la nature et des sciences de Tokyo.

En 2012, Ichthyovenator a été classé par Allain ses collègues dans les Spinosauridae, plus précisément dans la sous-famille des Baryonychinae à une position basale en tant que groupe frère du clade formé de Baryonyx et Suchomimus. Dans le résumé de 2014 d'Allain, il trouve qu'Ichthyovenator appartient plutôt aux Spinosaurinae, en raison d'un manque de dentelures sur ses dents et la ressemblance de ses vertèbres avec celles de Sigilmassasaurus. Dans des analyses phylogénétiques de 2015, réalisées par Serjoscha Evers et ses collègues, ils suggèrent la présence évidente de caractéristiques à la fois de baryonychinés et de spinosaurinés chez Ichthyovenator, signifiant que la différence entre ces deux sous-familles pourrait ne pas être aussi claire que ce qui était précédemment admis. En 2017, la paléontologue américaine Mickey Mortimer émet, de manière informelle, l'hypothèse qu'Ichthyovenator aurait pu être un carcharodontosauridé à voile dorsale étroitement apparenté à Concavenator, plutôt qu'aux spinosauridés. Mortimer considère Ichthyovenator comme un incertae sedis dans le clade des Orionides (en), en attendant la description des nouveaux ossements qui, selon elle, va probablement confirmer l'identité de spinosauridé d'Ichthyovenator. Une analyse de 2017 faite par Sales et Schultz questionnent la validité de la classification chez les Baryonychinae, citant la morphologie des spinosauridés brésiliens Irritator et Angaturama, suggérant qu'ils auraient pu être des formes transitionnelles entre les baryonychinés et les spinosaurinés ultérieurs. Les auteurs disent qu'avec des recherches plus approfondies, il pourrait être découvert que les Baryonychinae serait un groupe paraphylétique, et par conséquent non naturelle. La classification de spinosauriné d'Ichthyovenator est supportée par Thomas Arden et ses collègues en 2018, qui la résolvent en le classant comme un membre basal du groupe en raison de sa haute voile dorsale. Leur cladogramme peut être vu ci-dessous :
|  | Baryonyx walkeri      |
|  |                       |
|  | Suchomimus tenerensis |
|  |                       |

|              | Irritator challengeri |
|              | |
|              | Oxalaia quilombensis |
|              | |
| Spinosaurini | \| \| Taxon de Gara Samani \| \| \| \| \| \| Sigilmassasaurus brevicollis \| \| \| \| \| \| Spinosaurus aegyptiacus \| \| \| \| |
|              | \| \| Taxon de Gara Samani \| \| \| \| \| \| Sigilmassasaurus brevicollis \| \| \| \| \| \| Spinosaurus aegyptiacus \| \| \| \| |
|              | Taxon de Gara Samani |
|              | |
|              | Sigilmassasaurus brevicollis |
|              | |
|              | Spinosaurus aegyptiacus |
|              | |

|  | Taxon de Gara Samani         |
|  |                              |
|  | Sigilmassasaurus brevicollis |
|  |                              |
|  | Spinosaurus aegyptiacus      |
|  |                              |

|              | Irritator challengeri |
|              | |
|              | Oxalaia quilombensis |
|              | |
| Spinosaurini | \| \| Taxon de Gara Samani \| \| \| \| \| \| Sigilmassasaurus brevicollis \| \| \| \| \| \| Spinosaurus aegyptiacus \| \| \| \| |
|              | \| \| Taxon de Gara Samani \| \| \| \| \| \| Sigilmassasaurus brevicollis \| \| \| \| \| \| Spinosaurus aegyptiacus \| \| \| \| |
|              | Taxon de Gara Samani |
|              | |
|              | Sigilmassasaurus brevicollis |
|              | |
|              | Spinosaurus aegyptiacus |
|              | |

|  | Taxon de Gara Samani         |
|  |                              |
|  | Sigilmassasaurus brevicollis |
|  |                              |
|  | Spinosaurus aegyptiacus      |
|  |                              |

|              | Irritator challengeri |
|              | |
|              | Oxalaia quilombensis |
|              | |
| Spinosaurini | \| \| Taxon de Gara Samani \| \| \| \| \| \| Sigilmassasaurus brevicollis \| \| \| \| \| \| Spinosaurus aegyptiacus \| \| \| \| |
|              | \| \| Taxon de Gara Samani \| \| \| \| \| \| Sigilmassasaurus brevicollis \| \| \| \| \| \| Spinosaurus aegyptiacus \| \| \| \| |
|              | Taxon de Gara Samani |
|              | |
|              | Sigilmassasaurus brevicollis |
|              | |
|              | Spinosaurus aegyptiacus |
|              | |

|  | Taxon de Gara Samani         |
|  |                              |
|  | Sigilmassasaurus brevicollis |
|  |                              |
|  | Spinosaurus aegyptiacus      |
|  |                              |

|              | Irritator challengeri |
|              | |
|              | Oxalaia quilombensis |
|              | |
| Spinosaurini | \| \| Taxon de Gara Samani \| \| \| \| \| \| Sigilmassasaurus brevicollis \| \| \| \| \| \| Spinosaurus aegyptiacus \| \| \| \| |
|              | \| \| Taxon de Gara Samani \| \| \| \| \| \| Sigilmassasaurus brevicollis \| \| \| \| \| \| Spinosaurus aegyptiacus \| \| \| \| |
|              | Taxon de Gara Samani |
|              | |
|              | Sigilmassasaurus brevicollis |
|              | |
|              | Spinosaurus aegyptiacus |
|              | |

|  | Taxon de Gara Samani         |
|  |                              |
|  | Sigilmassasaurus brevicollis |
|  |                              |
|  | Spinosaurus aegyptiacus      |
|  |                              |

|              | Irritator challengeri |
|              | |
|              | Oxalaia quilombensis |
|              | |
| Spinosaurini | \| \| Taxon de Gara Samani \| \| \| \| \| \| Sigilmassasaurus brevicollis \| \| \| \| \| \| Spinosaurus aegyptiacus \| \| \| \| |
|              | \| \| Taxon de Gara Samani \| \| \| \| \| \| Sigilmassasaurus brevicollis \| \| \| \| \| \| Spinosaurus aegyptiacus \| \| \| \| |
|              | Taxon de Gara Samani |
|              | |
|              | Sigilmassasaurus brevicollis |
|              | |
|              | Spinosaurus aegyptiacus |
|              | |

|  | Taxon de Gara Samani         |
|  |                              |
|  | Sigilmassasaurus brevicollis |
|  |                              |
|  | Spinosaurus aegyptiacus      |
|  |                              |

|              | Irritator challengeri |
|              | |
|              | Oxalaia quilombensis |
|              | |
| Spinosaurini | \| \| Taxon de Gara Samani \| \| \| \| \| \| Sigilmassasaurus brevicollis \| \| \| \| \| \| Spinosaurus aegyptiacus \| \| \| \| |
|              | \| \| Taxon de Gara Samani \| \| \| \| \| \| Sigilmassasaurus brevicollis \| \| \| \| \| \| Spinosaurus aegyptiacus \| \| \| \| |
|              | Taxon de Gara Samani |
|              | |
|              | Sigilmassasaurus brevicollis |
|              | |
|              | Spinosaurus aegyptiacus |
|              | |

|  | Taxon de Gara Samani         |
|  |                              |
|  | Sigilmassasaurus brevicollis |
|  |                              |
|  | Spinosaurus aegyptiacus      |
|  |                              |

|              | Irritator challengeri |
|              | |
|              | Oxalaia quilombensis |
|              | |
| Spinosaurini | \| \| Taxon de Gara Samani \| \| \| \| \| \| Sigilmassasaurus brevicollis \| \| \| \| \| \| Spinosaurus aegyptiacus \| \| \| \| |
|              | \| \| Taxon de Gara Samani \| \| \| \| \| \| Sigilmassasaurus brevicollis \| \| \| \| \| \| Spinosaurus aegyptiacus \| \| \| \| |
|              | Taxon de Gara Samani |
|              | |
|              | Sigilmassasaurus brevicollis |
|              | |
|              | Spinosaurus aegyptiacus |
|              | |

|  | Taxon de Gara Samani         |
|  |                              |
|  | Sigilmassasaurus brevicollis |
|  |                              |
|  | Spinosaurus aegyptiacus      |
|  |                              |

|              | Irritator challengeri |
|              | |
|              | Oxalaia quilombensis |
|              | |
| Spinosaurini | \| \| Taxon de Gara Samani \| \| \| \| \| \| Sigilmassasaurus brevicollis \| \| \| \| \| \| Spinosaurus aegyptiacus \| \| \| \| |
|              | \| \| Taxon de Gara Samani \| \| \| \| \| \| Sigilmassasaurus brevicollis \| \| \| \| \| \| Spinosaurus aegyptiacus \| \| \| \| |
|              | Taxon de Gara Samani |
|              | |
|              | Sigilmassasaurus brevicollis |
|              | |
|              | Spinosaurus aegyptiacus |
|              | |

|  | Taxon de Gara Samani         |
|  |                              |
|  | Sigilmassasaurus brevicollis |
|  |                              |
|  | Spinosaurus aegyptiacus      |
|  |                              |

|  | Baryonyx walkeri      |
|  |                       |
|  | Suchomimus tenerensis |
|  |                       |

|              | Irritator challengeri |
|              | |
|              | Oxalaia quilombensis |
|              | |
| Spinosaurini | \| \| Taxon de Gara Samani \| \| \| \| \| \| Sigilmassasaurus brevicollis \| \| \| \| \| \| Spinosaurus aegyptiacus \| \| \| \| |
|              | \| \| Taxon de Gara Samani \| \| \| \| \| \| Sigilmassasaurus brevicollis \| \| \| \| \| \| Spinosaurus aegyptiacus \| \| \| \| |
|              | Taxon de Gara Samani |
|              | |
|              | Sigilmassasaurus brevicollis |
|              | |
|              | Spinosaurus aegyptiacus |
|              | |

|  | Taxon de Gara Samani         |
|  |                              |
|  | Sigilmassasaurus brevicollis |
|  |                              |
|  | Spinosaurus aegyptiacus      |
|  |                              |

|              | Irritator challengeri |
|              | |
|              | Oxalaia quilombensis |
|              | |
| Spinosaurini | \| \| Taxon de Gara Samani \| \| \| \| \| \| Sigilmassasaurus brevicollis \| \| \| \| \| \| Spinosaurus aegyptiacus \| \| \| \| |
|              | \| \| Taxon de Gara Samani \| \| \| \| \| \| Sigilmassasaurus brevicollis \| \| \| \| \| \| Spinosaurus aegyptiacus \| \| \| \| |
|              | Taxon de Gara Samani |
|              | |
|              | Sigilmassasaurus brevicollis |
|              | |
|              | Spinosaurus aegyptiacus |
|              | |

|  | Taxon de Gara Samani         |
|  |                              |
|  | Sigilmassasaurus brevicollis |
|  |                              |
|  | Spinosaurus aegyptiacus      |
|  |                              |

|              | Irritator challengeri |
|              | |
|              | Oxalaia quilombensis |
|              | |
| Spinosaurini | \| \| Taxon de Gara Samani \| \| \| \| \| \| Sigilmassasaurus brevicollis \| \| \| \| \| \| Spinosaurus aegyptiacus \| \| \| \| |
|              | \| \| Taxon de Gara Samani \| \| \| \| \| \| Sigilmassasaurus brevicollis \| \| \| \| \| \| Spinosaurus aegyptiacus \| \| \| \| |
|              | Taxon de Gara Samani |
|              | |
|              | Sigilmassasaurus brevicollis |
|              | |
|              | Spinosaurus aegyptiacus |
|              | |

|  | Taxon de Gara Samani         |
|  |                              |
|  | Sigilmassasaurus brevicollis |
|  |                              |
|  | Spinosaurus aegyptiacus      |
|  |                              |

|              | Irritator challengeri |
|              | |
|              | Oxalaia quilombensis |
|              | |
| Spinosaurini | \| \| Taxon de Gara Samani \| \| \| \| \| \| Sigilmassasaurus brevicollis \| \| \| \| \| \| Spinosaurus aegyptiacus \| \| \| \| |
|              | \| \| Taxon de Gara Samani \| \| \| \| \| \| Sigilmassasaurus brevicollis \| \| \| \| \| \| Spinosaurus aegyptiacus \| \| \| \| |
|              | Taxon de Gara Samani |
|              | |
|              | Sigilmassasaurus brevicollis |
|              | |
|              | Spinosaurus aegyptiacus |
|              | |

|  | Taxon de Gara Samani         |
|  |                              |
|  | Sigilmassasaurus brevicollis |
|  |                              |
|  | Spinosaurus aegyptiacus      |
|  |                              |

|              | Irritator challengeri |
|              | |
|              | Oxalaia quilombensis |
|              | |
| Spinosaurini | \| \| Taxon de Gara Samani \| \| \| \| \| \| Sigilmassasaurus brevicollis \| \| \| \| \| \| Spinosaurus aegyptiacus \| \| \| \| |
|              | \| \| Taxon de Gara Samani \| \| \| \| \| \| Sigilmassasaurus brevicollis \| \| \| \| \| \| Spinosaurus aegyptiacus \| \| \| \| |
|              | Taxon de Gara Samani |
|              | |
|              | Sigilmassasaurus brevicollis |
|              | |
|              | Spinosaurus aegyptiacus |
|              | |

|  | Taxon de Gara Samani         |
|  |                              |
|  | Sigilmassasaurus brevicollis |
|  |                              |
|  | Spinosaurus aegyptiacus      |
|  |                              |

|              | Irritator challengeri |
|              | |
|              | Oxalaia quilombensis |
|              | |
| Spinosaurini | \| \| Taxon de Gara Samani \| \| \| \| \| \| Sigilmassasaurus brevicollis \| \| \| \| \| \| Spinosaurus aegyptiacus \| \| \| \| |
|              | \| \| Taxon de Gara Samani \| \| \| \| \| \| Sigilmassasaurus brevicollis \| \| \| \| \| \| Spinosaurus aegyptiacus \| \| \| \| |
|              | Taxon de Gara Samani |
|              | |
|              | Sigilmassasaurus brevicollis |
|              | |
|              | Spinosaurus aegyptiacus |
|              | |

|  | Taxon de Gara Samani         |
|  |                              |
|  | Sigilmassasaurus brevicollis |
|  |                              |
|  | Spinosaurus aegyptiacus      |
|  |                              |

|              | Irritator challengeri |
|              | |
|              | Oxalaia quilombensis |
|              | |
| Spinosaurini | \| \| Taxon de Gara Samani \| \| \| \| \| \| Sigilmassasaurus brevicollis \| \| \| \| \| \| Spinosaurus aegyptiacus \| \| \| \| |
|              | \| \| Taxon de Gara Samani \| \| \| \| \| \| Sigilmassasaurus brevicollis \| \| \| \| \| \| Spinosaurus aegyptiacus \| \| \| \| |
|              | Taxon de Gara Samani |
|              | |
|              | Sigilmassasaurus brevicollis |
|              | |
|              | Spinosaurus aegyptiacus |
|              | |

|  | Taxon de Gara Samani         |
|  |                              |
|  | Sigilmassasaurus brevicollis |
|  |                              |
|  | Spinosaurus aegyptiacus      |
|  |                              |

|              | Irritator challengeri |
|              | |
|              | Oxalaia quilombensis |
|              | |
| Spinosaurini | \| \| Taxon de Gara Samani \| \| \| \| \| \| Sigilmassasaurus brevicollis \| \| \| \| \| \| Spinosaurus aegyptiacus \| \| \| \| |
|              | \| \| Taxon de Gara Samani \| \| \| \| \| \| Sigilmassasaurus brevicollis \| \| \| \| \| \| Spinosaurus aegyptiacus \| \| \| \| |
|              | Taxon de Gara Samani |
|              | |
|              | Sigilmassasaurus brevicollis |
|              | |
|              | Spinosaurus aegyptiacus |
|              | |

|  | Taxon de Gara Samani         |
|  |                              |
|  | Sigilmassasaurus brevicollis |
|  |                              |
|  | Spinosaurus aegyptiacus      |
|  |                              |

## Paléobiologie

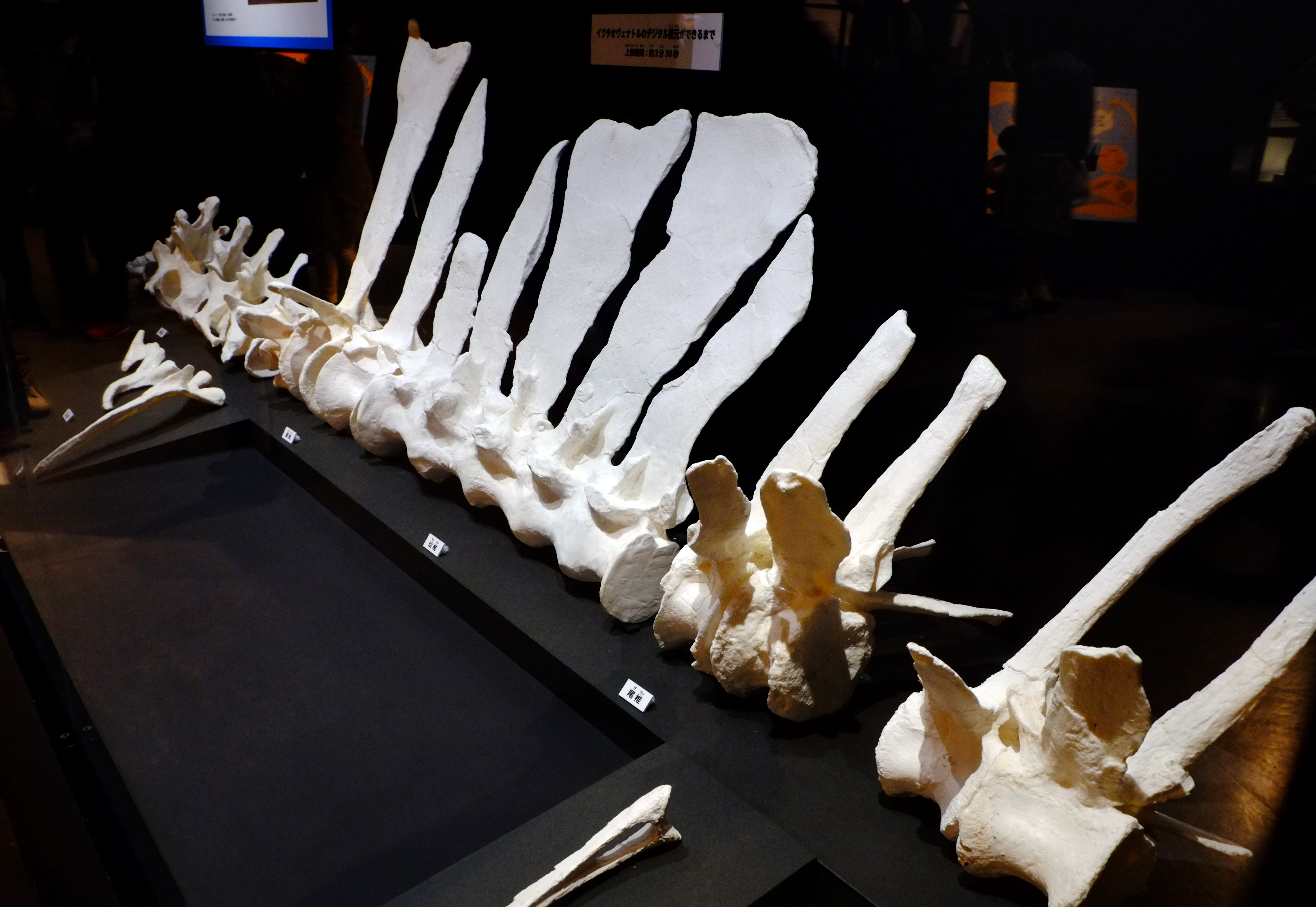
Moulage des vertèbres d'Ichthyovenator vu de derrière.

Bien qu'aucun crâne d'Ichthyovenator n'ait été retrouvé, tous les spinosauridés connus ont un museau allongé, bas et étroit qui leur permettait d'atteindre la nourriture plus éloignée et de rapidement refermer leurs mâchoires à la manière des crocodiliens actuels. Les extrémités des mâchoires inférieures et supérieures des spinosauridés se déployaient en forme de rosette qui supportaient de longues dents, derrières lesquelles il y a un cran sur la mâchoire supérieure, ce qui formait un piège naturel pour les proies. Comme celles des autres spinosauridés, les dents droites et non dentelées d'Ichthyovenator auraient été adaptées pour empaler et capturer de petits animaux et des proies aquatiques. Ce type de mâchoire et cette morphologie dentaire, qui sont aussi observés chez les gavials et d'autres prédateurs piscivores, ont mené plusieurs paléontologues à penser que les spinosauridés étaient en grande partie piscivores (comme sous-entendu par l'étymologie d'Ichthyovenator),. Cela a été prouvé par la découverte d'écailles de Scheenstia dans la cavité stomacale d'un squelette de Baryonyx, et par un museau de Spinosaurus qui a été trouvé avec une vertèbre de la raie sclérorhynchoïde Onchopristis incrustée dedans. Un régime alimentaire plus généraliste a aussi été proposé pour les spinosauridés, en se basant sur des fossiles comme ceux des ossements d'un iguanodontidé juvénile qui ont été retrouvés à l'intérieur du même spécimen de Baryonyx, une dent référée à Irritator enfoncée dans la vertèbre d'un ptérosaure, et des couronnes de dents de Siamosaurus qui ont été trouvées avec des os de sauropodes. C'est par conséquent probable que les spinosauridés étaient aussi des charognards ou qu'ils chassaient des proies plus larges,,,. Bien qu'aucun os des membres d'Ichthyovenator n'est connu, tous les spinosauridés identifiés ont des bras robustes avec de grandes griffes sur les pouces, qui étaient probablement utilisées pour chasser et maintenir les proies.

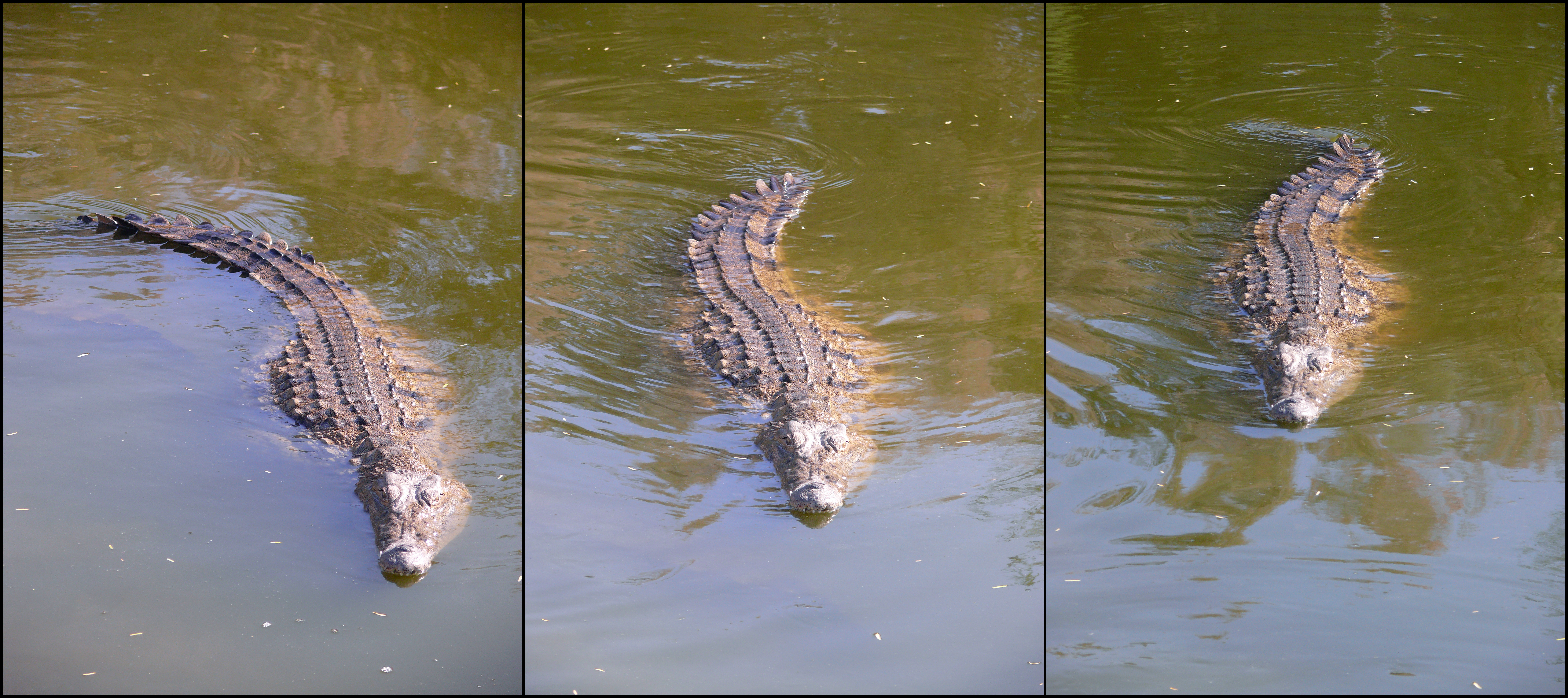
Ichthyovenator aurait pu utiliser sa queue, qui possède des épines neurales allongées, pour se propulser dans l'eau, de manière semblable aux crocodiliens tels que le crocodile du Nil.

Diverses fonctions possibles, incluant la thermorégulation et le stockage d'énergie, ont été proposées pour la voile des spinosauridés,. En 2012, Allain et ses collègues suggèrent, en considérant la grande diversité d'épines neurales allongées observées chez les théropodes, de même qu'une recherche histologique faite sur les voiles de synapsides-non mammaliens, que la voile sinusoïdale d’Ichthyovenator aurait pu être utilisé pour une parade nuptiale ou pour reconnaître les membres de sa propre espèce (en). Dans un article de blog de 2013, Darren Naish (en) considère cette dernière option peu vraisemblable, favorisant l'hypothèse de la sélection sexuelle pour la voile d’Ichthyovenator parce qu'elle semble avoir évolué d'elle-même, sans parents proches. Naish note aussi qu'il est possible que les parents proches n'aient pas encore été découverts. Les spinosauridés semblent avoir eu des modes de vie semi-aquatiques, passant la plupart du temps proches de l'eau ou dedans, ce qui a été déduit grâce à la haute densité des os des membres, ce qui les aurait rendus moins flottants, et des rapports isotopiques de l'oxygène de leurs dents étant plus proches des restes appartenant à des animaux aquatiques, comme ceux des tortues, des crocodiliens et des hippopotames que de ceux d'autres théropodes plus terrestres. Les adaptations à la vie semi-aquatique semblent avoir été plus développées chez les spinosaurinés que chez les baryonychinés,,. En 2018, Arden et ses collègues suggèrent que le fait que le pubis et l'ischion soient courts par rapport à l'ilium, combiné avec l'allongement des épines neurales de la queue des premiers spinosaurinés, indiquent que les spinosauridés auraient pu s'habituer progressivement à une plus grande utilisation de leur queue pour se propulser dans l'eau à mesure qu'ils s'adaptaient à leur mode de vie aquatique. Un rétrécissement similaire, bien que plus extrême, de la ceinture pelvienne et un allongement des épines neurales de la queue, créant une structure en forme de pagaie, est observable chez Spinosaurus, qui semble avoir été plus aquatique que tous autres dinosaures non-aviens.

## Paléoécologie et paléobiogéographie

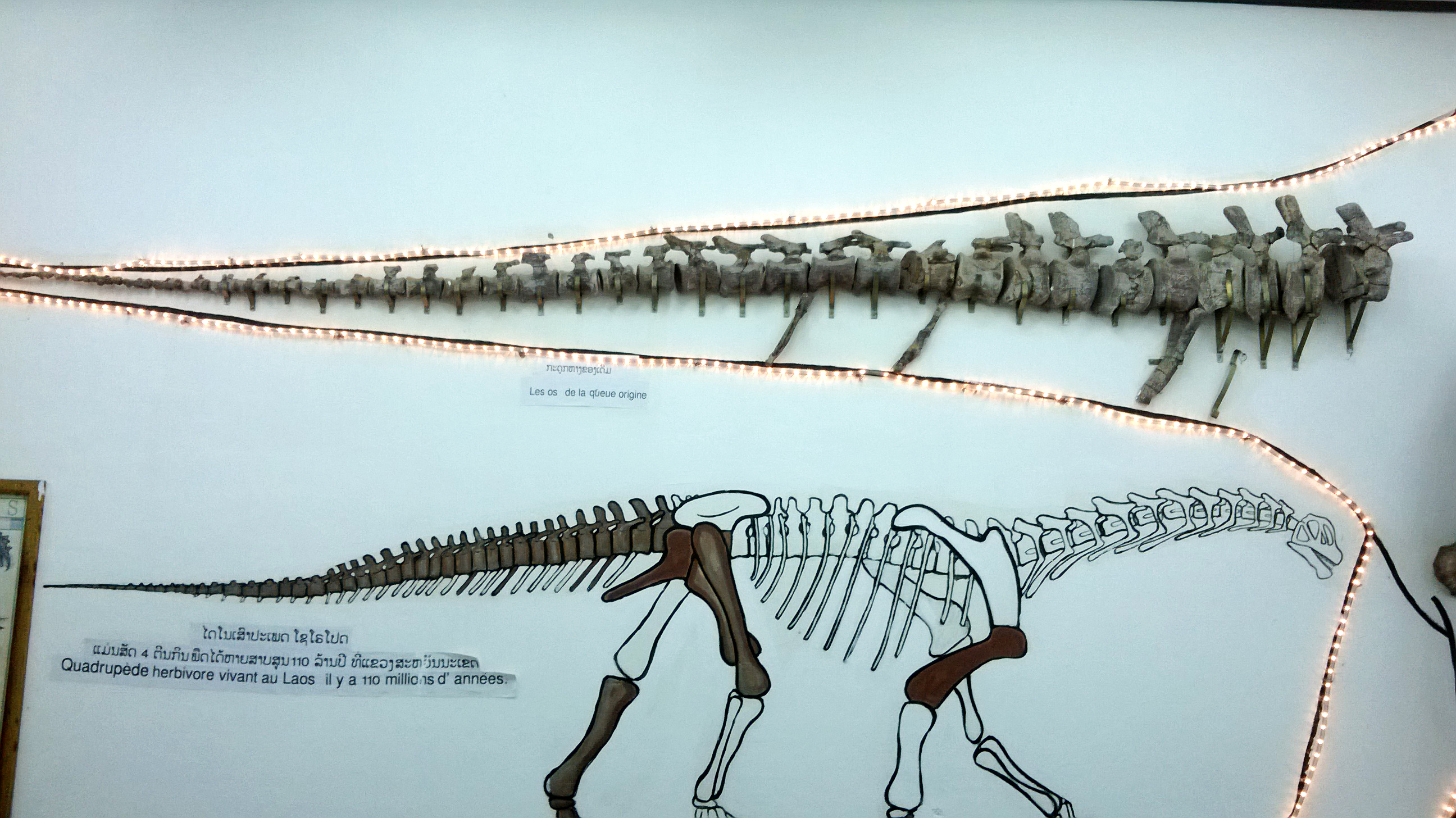
Fossile du sauropode Tangvayosaurus, un autre dinosaure de la formation des Grès Supérieurs, au musée des Dinosaures de Savannakhet, au Laos.

Ichthyovenator est connu à partir de la formation des Grès Supérieurs, couvrant du Barrémien au Cénomanien, et a été trouvé dans une couche datant probablement de l'étage Aptien de la période du Crétacé inférieur, d'il y a entre 125 et 113 millions d'années. L'animal coexistait avec d'autres dinosaures tels que le sauropode Tangvayosaurus ainsi qu'un autre sauropode, un iguanodonte et un néocératopsien tous indeterminés,. Des traces fossiles de dinosaures théropodes, sauropodes et ornithopodes, en plus de fossiles de plantes, sont aussi connus dans cette formation,. La faune fossile non-dinosaurienne est représentée par des poissons à nageoires rayonnées comme Lanxangichthys et Lepidotes, ainsi que des tortues incluant Shachemys, Xinjiangchelys (en), ainsi qu'un carettochelyidé et un trionychidé qui sont indéterminés. Les bivalves de l'ordre Trigoniida, Trigonioidea et Plicatounio ont aussi été exhumés dans cette formation. La formation des Grès Supérieurs est l'équivalent latéral des formations avoisinantes de Khok Kruat (en) et de Phu Phan (en) en Thaïlande, dans la formation de Khok Kruat des fossiles de théropodes, dont des spinosauridés, de sauropodes, d'iguanodontes et de poissons d'eau douce ont aussi été retrouvés,.
En 2010, Stephen L. Brusatte et ses collègues notent que la découverte de spinosauridés en Asie, une famille précédemment connue uniquement en Europe, en Afrique et en Amérique du Sud, suggère qu'il y avait un échange faunique entre les supercontinents de Laurasie au nord et du Gondwana au sud durant le début du Crétacé supérieur. Il se pourrait aussi que les spinosauridés aient déjà eu une répartition cosmopolite avant le Crétacé moyen précédent la séparation de la Laurasie et du Gondwana, mais les auteurs notent que plus de preuves sont nécessaires pour tester cette hypothèse. En 2012, Allain et ses collègues suggèrent qu'une tel répartition mondiale se serait produit plus tôt à travers la Pangée, avant le Jurassique supérieur, même si l'Asie était la première masse continentale à se séparer durant la séparation des supercontinents. En 2019, Elisabete Malafaia et ses collègues indiquent aussi un schéma biogéographique complexe des spinosaures durant le Crétacé inférieur, en se basant sur des similarités anatomiques entre Ichthyovenator et le genre européen Vallibonavenatrix.